# Arxiu Municipal de Reus
L'Arxiu Municipal de Reus és un servei públic de caràcter administratiu i cultural, que s'encarrega de custodiar, conservar, gestionar i difondre la documentació generada per l'Ajuntament de Reus des dels seus orígens fins a l'actualitat, de la qual és titular, sense perjudici de les tasques encomanades a l'Arxiu Comarcal del Baix Camp sobre el tractament del fons històric municipal. L'Arxiu també acull altra documentació que li ha estat cedida al llarg del temps, tant per transferència com per donació, provinent d'entitats i empreses tant públiques com privades, o bé de particulars.
Així mateix, també s'entén per Arxiu Municipal el local, o locals, que concentren les instal·lacions de consulta, tractament i dipòsit de la documentació de l'Ajuntament de Reus.

## Història

### Orígens
L'existència de l'arxiu està documentada des del segle xiv, quan al Llibre de Clavaria de 1347 s'anomena la “caixa del comú”. No era un arxiu tal com l'entenem ara, es tractava d'una caixa de fusta on es guardava la poca documentació que generava el municipi. Aquesta caixa, com en molts altres municipis, tenia tres panys per garantir que almenys tres persones eren testimonis de la seva obertura en cas de menester. En no existir cap casa consistorial, aquesta caixa es guardava a casa d'un jurat de la vila, sovint el jurat en cap. Aquesta primitiva conservació documental ja es regia per unes actuacions reglades d'accés i custòdia.

### Delseglexvfins a 1936
A finals del segle xiv ja es documenta un primer edifici municipal (casa del comú) però no és fins a l'any 1577 que es decideix fer un armari per albergar l'arxiu. Posteriorment cal esperar fins al 1610 per trobar l'arxiu en una sala i per primer cop documentat, no només una conservació documental sinó també un ordenament arxivístic d'aquesta, per tal de facilitar la seva conservació i consulta.
A causa de la Guerra de separació i pel fet que l'arxiu restava obert, es va perdre molta documentació i la que hi havia estava desorganitzada. Per aquest motiu, es va decidir crear per primer cop la figura d'arxiver. El 1647 es van elegir dos arxivers, que es renovaven cada any per altres arxivers, sempre de dos en dos. Els arxivers tenien l'ofici de notaris, metges i advocats principalment, i a part de la pròpia, feien també altres feines. Aviat es van començar a dir “secretaris-escrivans”. L'últim cop que trobem arxivers designats per la manera tradicional fou el 1695. Per altra banda, com que l'arxiu estava tancat i vigilat, cap al 1669 s'hi van començar a guardar altres objectes, costum que no s'ha perdut fins entrat el segle xx.
Al segle xviii es consolida la figura de “secretari-notari-arxiver” i es fan actuacions importants de reordenació com relligar els llibres d'actes i moblar millor l'arxiu. També es coneix la creació d'inventaris i catàlegs. A finals de segle, l'arxiu es trasllada a una sala petita i fosca i allí va romandre fins al 1876, quan es va tornar a traslladar al segon pis. Al segle xix, amb Celedoni Vilà apareix la figura d'arxiver-cronista. A mitjans de segle l'arxiu es torna a traslladar a una sala més il·luminada i es refà, reordenant els fons i inventariant-los de nou. Però restà dividit en dues sales: aquesta i encara la sala fosca on s'ubicà la documentació antiga. Aquesta situació va causar de nou la desaparició de molts documents. Els arxivers, a part de cronistes també feien altres feines com la de bibliotecaris o inclòs comptables. El 1867 amb Andreu Bofarull es va crear un nou espai compartit amb la biblioteca i es van fer més inventaris. Però el 1891 l'arxiu tornava a romandre descuidat i en males condicions per la quan cosa es crea per primer cop la figura d'auxiliar.
Cap al 1901 l'Arxiu s'havia tornat a quedar petit i ple d'altres objectes antics. Es va portar a terme una nova ampliació cap a una sala propera, fins que el 1923 hi va haver un trasllat general cap als baixos de l'hospital. En aquell lloc humit i sense ventilació va romandre fins al 1937. Amb la creació del Museu Municipal Prim-Rull, Instal·lat a la casa Rull i inaugurat el 1934, es va buidar l'Arxiu de moltes figures i “objectes per a la memòria” que emmagatzemava fins aleshores. També hi va anar a parar una gran part de la documentació anterior al segle xix. Amb això va quedar separada definitivament la documentació històrica de la documentació administrativa, constituint la primera el que es va anomenar Arxiu Històric Municipal (AHM).

### De la Guerra Civil fins a l'actualitat
A causa de la Guerra Civil, el 1937 s'acordà que l'engròs de l'arxiu que encara restava a l'hospital es retornés al Palau Municipal. Va ser llavors quan per motius d'espai, es va tornar a dividir el fons i es va avaluar. Comença un període negre on les bombes, tot i amagar documentació al Monestir de Poblet i a Vilaplana en casa particular, van destruir part de la documentació. Van empresonar l'arxiver Ramon Pallejà i després seguí l'espoli documental a mans de la DERC.
Després de la guerra, el 1939 es va contractar per primer cop una arxivera, Maria Figuerola. Van retornar els fons amagats als pobles però ja no es va unificar l'arxiu: els fons històrics romangueren al Museu, novament inaugurat el 1940. Durant la postguerra, es recupera el càrrec d'arxiver-cronista i el d'auxiliar d'arxiu, ocupat per primer cop per una dona el 1942. El 1945 l'arxiver passa a ser també “conservador”. Es torna a inventariar el fons, tant l'administratiu com l'històric però són inventaris sense ordre ni organització. Cal esperar fins a 1950 per trobar aprovat un nou reglament que reorganitza l'Arxiu Administratiu Municipal (no l'històric). Es torna a recuperar la tasca de cronista i es prioritza, però desaparegué amb la mort del darrer arxiver-cronista Jaume Cardoner el 1954. Amb ell, van acabar de traspassar-se els fons anteriors a 1900 que encara restaven a l'Arxiu Administratiu i es va crear un arxiu fotogràfic (1952).
A partir de 1954 el secretari municipal s'encarregà de l'Arxiu i fins al 1993 no hi va tornar a haver plaça d'arxiver municipal. Pel que fa a l'Arxiu Històric seguí al Museu Prim-Rull i es reordenà a mans de Salvador Vilaseca que ja comptava amb tota la documentació fins a 1900. El 1972 va poder obrir les portes com a equipament independent del Museu. Posteriorment, per mitjà d'un conveni amb la Generalitat, el 1982 l'Arxiu Històric es va integrar a l'Arxiu Històric Comarcal de Reus.
L'Arxiu Administratiu, va romandre tancat i descuidat fins al 1967, quan es va començar a reorganitzar. Amb el primer Ajuntament democràtic, l'arxiu va començar a veure la llum. El 1976 hi va haver per primera vegada una Regidoria pròpia per a Arxius i Museus i un Patronat. El 1993 es recupera la figura d'arxiver municipal i l'Arxiu es trasllada a l'antiga Escola Rubió i Ors i passa a anomenar-se Arxiu General Administratiu (AGA). Allà, comparteix espai amb el magatzem de l'AHC. Recíprocament, les activitats de difusió es realitzaven als baixos de l'AHC. El 1997 es disposà per primera vegada d'una publicació pròpia: el Butlletí Informatiu de l'Arxiu Municipal i posteriorment s'inicià també una col·lecció de llibres, les Publicacions de l'Arxiu Municipal, fins avui en dia. El 1999 es va poder obrir el servei d'atenció al públic i una altra fita important és l'aprovació del Reglament de l'Arxiu, l'any 2000. També cal remarcar que l'arxiu es va dotar de més personal.
L'any 2004 els dos arxius estaven de nou col·lapsats. Tant és així, que la manca d'espai va fer necessari el trasllat d'una part dels fons administratius a un soterrani municipal i posteriorment a un magatzem del Polígon Agro-Reus. Es van començar converses amb la Generalitat per tal de construir un edifici amb capacitat suficient per acollir els dos arxius. Les obres s'iniciaren el 2008 i el 2010 es va inaugurar el nou espai comú, compartit per l'Arxiu Municipal i l'Arxiu Comarcal del Baix Camp (ACBC), anomenat així des del 2005. Comença doncs una nova etapa marcada per la col·laboració de les dues institucions.

## Edifici

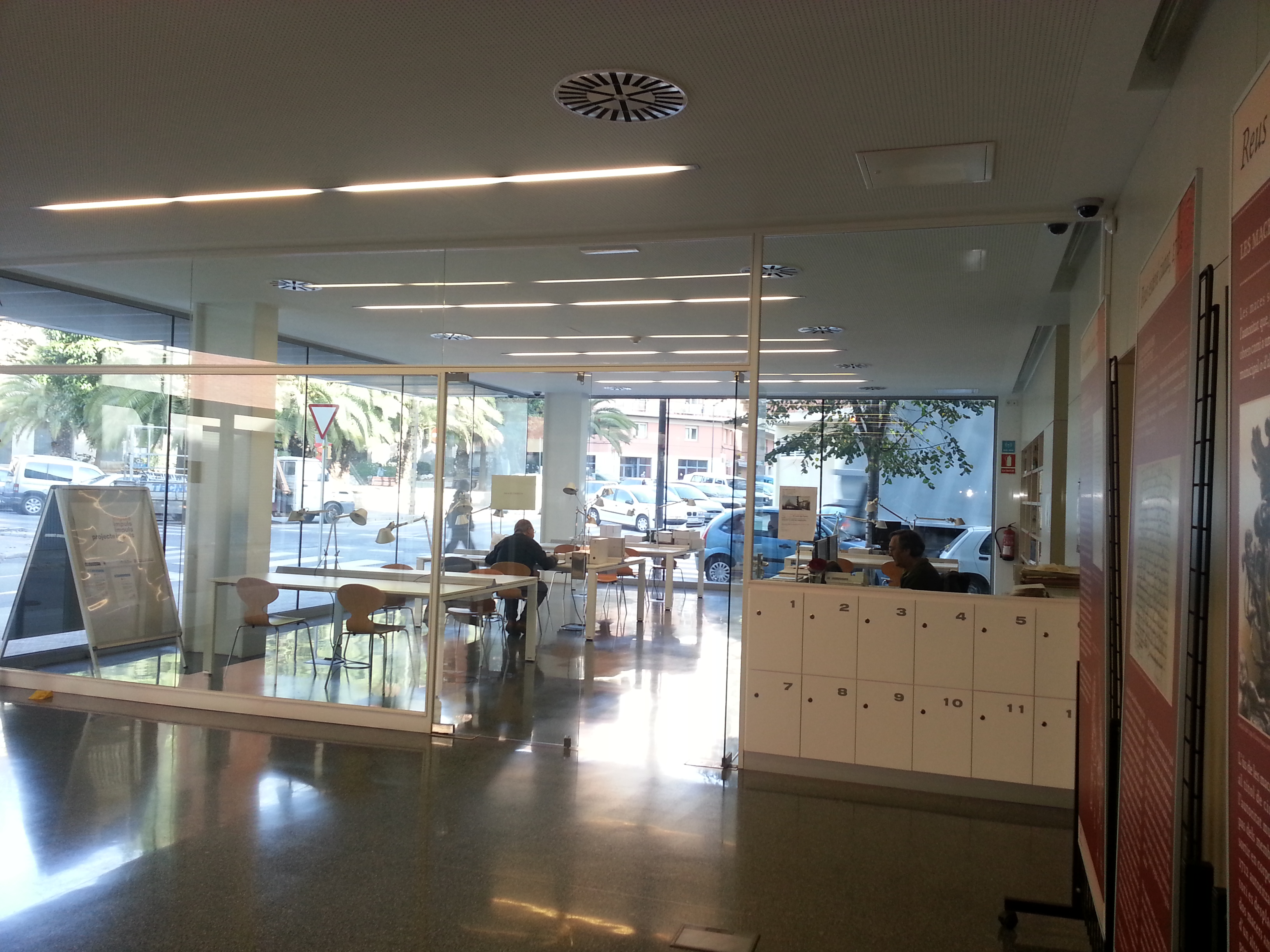
Vestíbull i Sala de consultes

La seu de l'Arxiu és un edifici de nova construcció mercès a l'entesa entre la Generalitat de Catalunya i l'Ajuntament de Reus, on aquest va cedir un solar de 1.000 m² que pertanyia a les antigues cotxeres de Cal Xap, i la Generalitat va assumir el pressupost de 2.977.857,96 €, que gestionà l'Ajuntament. Els arquitectes foren Núria i Jordi Oliveras Boix, que amb aquest projecte anomenat “3 en 1” van guanyar el Premi AJAC 2010 d'arquitectura.
El resultat és un edifici compacte de 1.911 m² que compleix la normativa tècnica i tecnològica d'un arxiu, per tal de preservar el patrimoni documental. Així doncs, l'equipament disposa de detectors de fum, alarmes, càmeres de vigilància i sistema de climatització individualitzada dels dipòsits, entre altres requeriments.
La planta baixa està destinada al treball tècnic i la difusió. Pel que fa al treball tècnic, hi trobem els despatxos i els punts de treball intern i la sala de desinsectació. Pel que fa als espais de difusió, es disposa de vestíbul, sala de consulta amb biblioteca auxiliar, i una sala polivalent amb capacitat per 16 i 50 persones respectivament. Les altres tres plantes alberguen 13 dipòsits documentals, amb capacitat per a 16 km. lineals de documentació, tot i que actualment només es disposa de 12 km. A la primera i segona plantes trobem 4 sales de compactes, una sala per suports especials i dues sales per formats especials, la sala de digitalització i una sala de magatzem. A la tercera planta hi ha una sala amb prestatgeries i tres sales de magatzem. Hi ha la possibilitat de construir una quarta altura.

## Fons

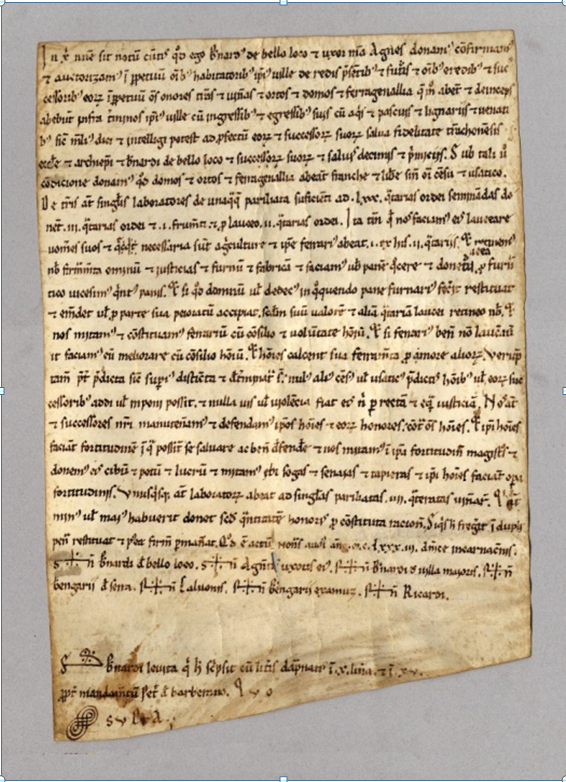
Carta de Població, atorgada a la Vila de Reus (1183)

Els fons de l'Arxiu Municipal de Reus estan integrats pel patrimoni documental de l'Ajuntament de Reus, constituït de la següent manera:
- La documentació dels òrgans municipals i la dels patronats municipals, instituts municipals, fundacions, serveis o empreses vinculades legalment a l'Ajuntament.
- La documentació provinent de persones físiques o jurídiques per mitjà de donació o dipòsit, Actualment l'Arxiu disposa de 24 fons procedents de donacions particulars, com per exemple el Fons Cels Gomis, la Pirotècnica Espinós, La Industrial Algodonera o la donació M. Salvadó (Reus Deportiu). El darrer fons ingressat ha estat el de Xavier Amorós, il·lustre autor local, que dona nom a la biblioteca comarcal de la ciutat. També hi ha uns fons de col·leccions factícies constituïts per pergamins, cartografia, segells, l'Arxiu d'Imatges i cartells.
- La compra de documentació. L'Arxiu és titular del Fons Prim (1836-1870).

Els documents més antics de què disposa l'Arxiu Municipal de Reus són pergamins dels segles x i xi. El de Sant Pere de Casserres, de 1020, un conveni de coplantació de 1165 (document privat) i la Carta de Població de 1183, primer document pròpiament municipal que es conserva. Pel que fa al paper, hi ha documentació a partir del segle xiii fins a l'actualitat.

## Funció i Serveis
L'Arxiu Municipal de Reus, en tant que conviu amb l'Arxiu Comarcal del Baix Camp (ACBC) encarregat de la gestió de la documentació històrica, té actualment una doble funció: administrativa i cultural. Com a arxiu administratiu, aplega els documents actius i semiactius de l'Ajuntament i per tant, fa les funcions d'arxiu central i intermedi. Així doncs, té la funció de facilitar i agilitar la resolució dels tràmits administratius municipals i possibilitar l'accés a la informació per part dels ciutadans que siguin part interessada, d'acord amb la legislació vigent. En aquest punt, l'Arxiu garanteix, dins el seu àmbit, l'accés a la informació i la salvaguarda de la intimitat de les persones.
L'Arxiu Municipal de Reus té també una funció cultural adreçada al coneixement de la història de la ciutat i la seva comarca. Se n'encarrega de les tasques de difusió del fons històric municipal, organitzant activitats de divulgació, com exposicions, conferències o col·laboracions amb altres institucions o entitats, com ara Carrutxa. El “Document del mes” n'és un bon exemple de difusió local. A més a més, l'Arxiu assessora als ciutadans en temes d'història, cerques genealògiques o bibliografia sobre Reus, entre d'altres.
Per realitzar les seves funcions, l'Arxiu compta amb els serveis de:
- Atenció al públic i Sala de consultes.
- Assessorament als usuaris sobre els documents consultats.
- Reprografia.
- Biblioteca i Hemeroteca auxiliars amb uns 10.000 volums.
- Sala d'actes polivalent.
- Visites guiades concertades (a estudiants o grups interessats que ho sol·licitin).
- Lector de microfitxes.
- Publicació periòdica de la col·lecció de llibres “Publicacions de l'Arxiu Municipal”.
- Confecció de tríptics, fulletons, postals, etc.
- El servei intern als departaments municipals de transferència, assessorament, préstec i avaluació de la documentació.[6]
- Accés Wifi gratuït.

## Instruments de descripció
L'Arxiu Municipal de Reus disposa d'un quadre de classificació basat en el quadre de classificació dels arxius històrics de la Generalitat. En aquest quadre s'organitza tant el fons municipal com les col·leccions factícies abans anomenades. Pel que fa al fons municipal, hi ha només la part activa i semiactiva o bé la que encara no ha estat transferida a l'ACBC. Actualment el quadre de classificació està en procés d'adaptació a la gestió electrònica de la documentació, el que suposarà un important canvi de funcionament.
L'arxiu disposa d'inventaris de totes les sèries referenciades al quadre de classificació, però no quant a descripció, excepte en les col·leccions factícies, que s'han descrit seguint la Norma de Descripció Arxivística de Catalunya (NODAC)
A part, es disposen d'índex d'alguns anys de les sèries de Llicències d'Obres i Llicències d'Activitats. Aquests índexs estan en versió paper.